# Ибаньес де Эркисия, Доминго
Доминго Ибаньес де Эркисия (исп. Dominik Ibáñez de Erquicia; февраль 1589, Эрресиль, Страна Басков — 13 августа 1633, Нагасаки) – испанский священник-доминиканец, миссионер, святой католической церкви, мученик, жертва гонений в Японии, пострадавший за исповедание христианства в 1630-х годах, один из 16 японских мучеников.

## Биография
Баск по происхождению. В 16-летнем возрасте вступил в доминиканский орден в монастыре Сан-Тельмо в городе Сан-Себастьян. Завершив изучение богословия, в 1610 году покинул Испанию и отправился с миссией через Мексику на Филиппины. Прибыл в Манилу в 1611 году и в следующем году был рукоположен.
Занимался миссионерством в Пангасинане на севере острова Лусон, затем в Бинондо, поселении китайских иммигрантов, принявших католицизм. Позже преподавал богословие в семинарии св. Томаса.
Затем в течение десяти лет служил настоятелем доминиканских миссий в Японии. В период Эдо в Японии правила династия Токугава . Сёгун Иэясу привел к эскалации насилия против христиан, повлекшей за собой десятки тысяч жертв. Из мучеников, умерших в 1603—1868 годах, группа из 205 человек была беатифицирована в 1867 году, а следующая — 16 японских мучеников, из которых девять — японцы , четыре — испанцы , один итальянец , один француз и один филиппинец.
Все мученики были убиты после жестоких пыток, умерли распятыми и заживо зарытыми в землю, утонули или подверглись пытке цуруши, а их тела были кремированы и брошены. Большинство из них умерло на холме Нисидзака в Нагасаки, который в 1597 году был местом казни .
Доминго Ибаньес де Эркисия был убит 14 марта 1633 года.

## Почитание
Канонизирован папой римским Иоанном Павлом II в 1987 году.
День памяти — 14 августа.